# Ces sacrées Romaines
Pour plus de détails, voir Fiche technique et Distribution.
Ces sacrées Romaines (I baccanali di Tiberio) est un film italien réalisé par Giorgio Simonelli, sorti en 1960.

## Fiche technique
- Titre original : I baccanali di Tiberio
- Titre français : Ces sacrées Romaines
- Réalisation : Giorgio Simonelli, assisté de Nick Nostro
- Scénario : Mario Guerra et Castellano et Pipolo
- Musique : Angelo Francesco Lavagnino et Carlo Savina
- Pays d'origine : Italie
- Genre : comédie, fantastique et aventure
- Date de sortie : 1960

## Distribution
- Walter Chiari : Cassio
- Abbe Lane : Cinthia O'Connor
- Ugo Tognazzi : Primo
- Mara Berni : Pomponia
- Tino Buazzelli : Tiberio
- Aroldo Tieri : Lacone
- Luigi Pavese : Sargent Vinicio
- Tiberio Murgia : Garde prétorien
- Luciano Salce : Coronel
- Olimpia Cavalli : Flavinia
- Mario Castellani
- Elga Andersen
- Pietro Tordi
- Aldo Moser
- Glauco Onorato
- Annie Gorassini
- Alfredo Rizzo
- Adriana Giuffrè